# 強制對流

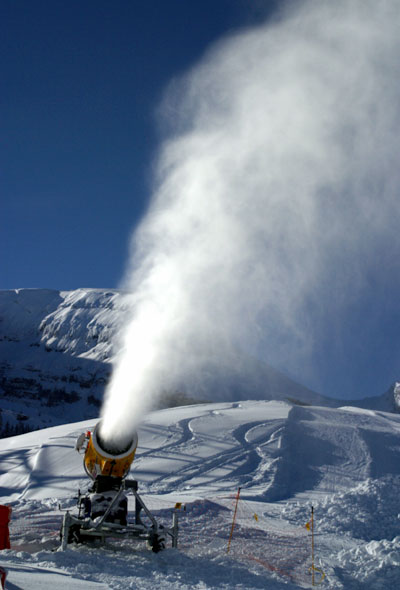
造雪機中風扇帶動的強制對流

強制對流（forced convection），又称强迫对流、受迫对流，是對流的一種，是指由外力（如風扇、泵、吸力等）驅動的流體運動。強制對流可以有效的交換大量的熱量，是一種常見而有效的熱交換方式。

## 應用
一般生活常用到強制對流，像是中央供暖、空氣調節、蒸汽渦輪發動機等。而当一个人冲着食物吹气以降温时，就使用的也是强制对流。工程師在設計或分析熱交換器、管流、或是流體流過一片和流體溫度不同的平板（像太空船机翼在再進入地球時）等，都會用到强制对流。

## 混合對流
在強制對流的情形下，除非系統是處於失重狀態，不然因為重力的存在，總會有若干自然對流的成份。當自然對流的影響無法忽略時，此種對流就會視為是混合對流。

## 數學分析
當分析可能是混合對流的對流條件時，阿基米德数（Ar）可以分析自然對流和強制對流之間的相對關係。阿基米德数是格拉斯霍夫數和雷諾數平方的比值，是浮力和慣性力之間的比值。若Ar >> 1，系統以自然對流為主，若Ar << 1，系統以強制對流為主。
{\displaystyle Ar={\frac {Gr}{Re^{2}}}} 
當自然對流不顯著時，強制對流的數學分析就可以有夠精準的結果。強制對流的重要參數是佩克莱特数，是移流及熱擴散之間的比例。
{\displaystyle Pe={\frac {VL}{\alpha }}}
其中的V是平均流速、L是特徵長度、{\displaystyle \alpha } 是擴散係數。
若佩克莱特数遠大於1，系統以移流為主。若佩克莱特数較小，表示擴散相對移流的比例越明顯。

## 書目
- Cebeci, Tuncer. . Springer. 2002. ISBN 096684615X.
- Burmeister, Louis. . Wiley-Interscience. 1993. ISBN 047157709X.
- Hewitt, G.F. . CRC Press Inc. 1994. ISBN 0-8493-9918-1.